# Johannes Schauff

Johannes Schauff

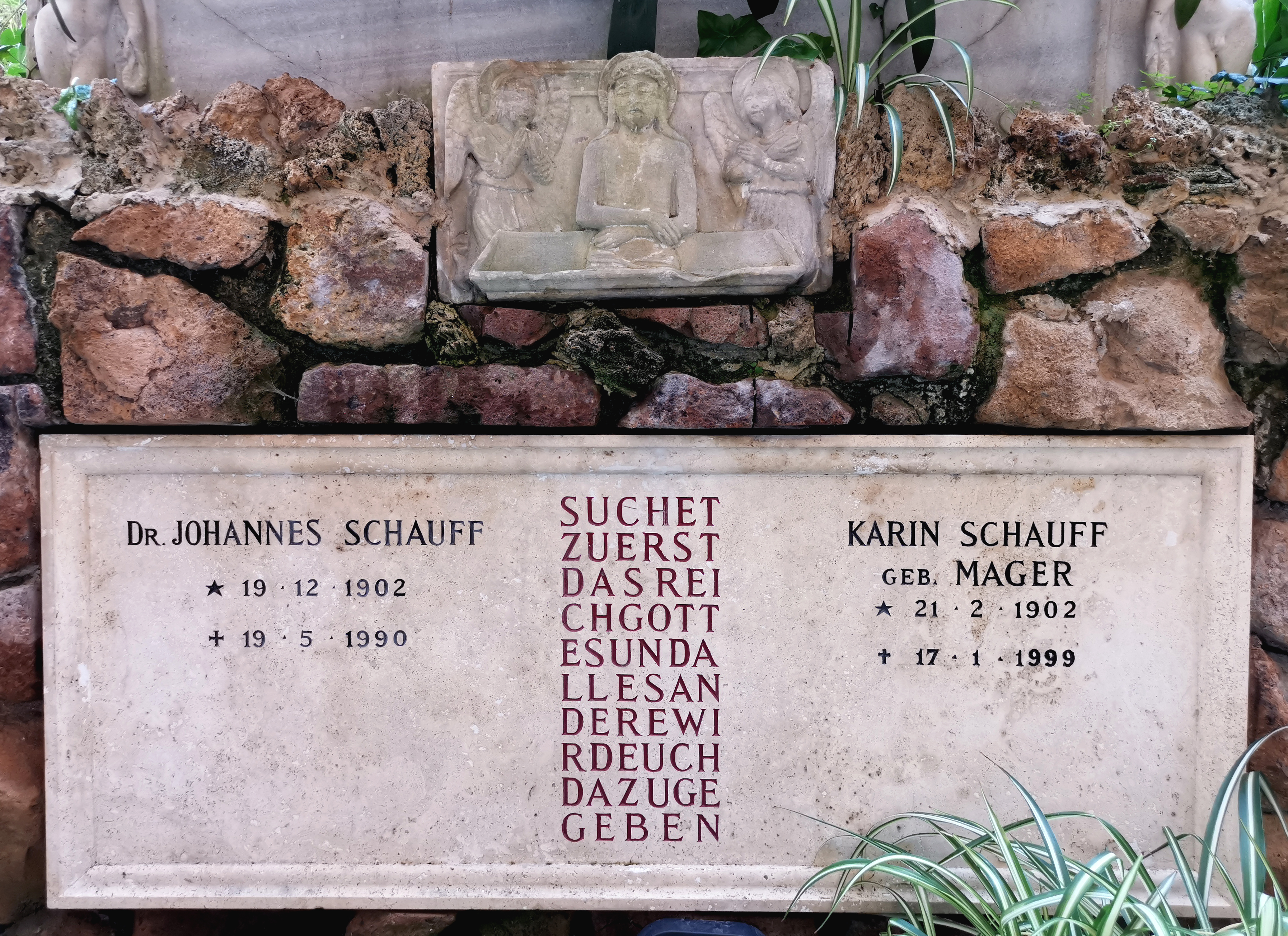
Grab auf dem Campo Santo Teutonico, Rom

Johannes Schauff (* 19. Dezember 1902 in Stommeln; † 19. Mai 1990 in Bad Wiessee) war ein deutscher Politiker (Zentrum).

## Leben und Wirken
Nach dem Abitur am Gymnasium Münstereifel studierte Schauff in Berlin und Leipzig Staatswissenschaft, Statistik und Geschichte. Nach dem Abschluss seines Studiums, das er mit der Promotion zum Dr. jur. beendete, war er als geschäftsführendes Vorstandsmitglied für die Gesellschaft zur Förderung der inneren Kolonisation in Berlin tätig. 1926 heiratete er Karin Mager, sie hatten neun Kinder (Eva, Christoph, Tobias, Johanna, Veronica, Nikolaus, Michael, Maria Laetitia, Markus), die beiden jüngsten wurden in Brasilien geboren. Karin Schauff gab ihr Medizinstudium auf und absolvierte stattdessen eine Ausbildung als Wohlfahrtshelferin.
Während der Weimarer Republik betätigte Schauff sich politisch in der katholisch geprägten Zentrumspartei, für die er von Juli 1932 bis November 1933 als Abgeordneter für den Wahlkreis 8 (Liegnitz) dem Reichstag angehörte. 1932 war er der jüngste Reichstagsabgeordnete des Zentrums. Nach dem Machtantritt der Nationalsozialisten verlor er 1933 seine berufliche Stellung. Nach dem Verlust seines Reichstagsmandates zog Schauff sich mit seiner Familie auf einen Bauernhof in Steinfeld in der Eifel zurück. 1934 stand er über seinen Freund Edmund Forschbach mit dem Widerstandskreis um Edgar Jung in Verbindung. Für diesen unterhielt er, Forschbachs Memoiren zufolge, Kontakte zu Adalbert Probst. Dieser sollte im Falle eines konservativen Umsturzversuches gegen den Nationalsozialismus die Zusammenarbeit zwischen den St. Sebastian Schützenbruderschaften im Rheinland und der Reichswehr koordinieren und die SA und die SS in diesem Gebiet, das die Reichswehr nicht betreten durfte, ausschalten.
Nach der Zerschlagung der Gruppe um Jung bot Schauff Forschbach Unterschlupf in seinem Haus in Steinfeld. Später stand er in Verbindung zum rheinischen Widerstandskreis um Walther Hensel und Paul Franken.
Ende 1933/Anfang 1934 reiste Schauff erstmals nach Brasilien, um dort geeignete Plätze für eine mögliche Siedlung deutscher Emigranten ausfindig zu machen. Diese Anstrengungen mündeten schließlich in der Gründung der Siedlung Rolândia im Bundesstaat Paraná. Seit Herbst 1934 organisierte Schauff von Brasilien aus so genannte Kompensationsgeschäfte mit einer englischen Siedlungsgesellschaft, um Verfolgten die Auswanderung aus Deutschland zu ermöglichen. Bis 1937 hielt er sich gelegentlich illegal in Deutschland auf. Ende 1937 flüchtete Schauff zusammen mit der Familie nach Rom. Im Mai 1938 emigrierte die Familie Schauff nach Brasilien und baute eine Farm in Rolândia auf, die Fazenda Santa Cruz.
Schauff kehrte 1947 als erfolgreicher Unternehmer aus Brasilien zurück. Er hatte Wohnungen in München, Sterzing (Ansitz Löwenegg), Bozen und Rom. Fortan trat er als Vermittler in der deutschen Politik in Erscheinung. Schauff rechnete gleichermaßen zu denjenigen, die die deutsche Entwicklungspolitik anregten. Er war ein Freund von Bundespräsident Heinrich Lübke und war mit dessen älterem Bruder Friedrich Wilhelm Lübke in Brasilien gewesen. Der frühere Zentrumspolitiker hatte einen bedeutenden Anteil daran, die erste Große Koalition auf deutscher Bundesebene vorzubereiten. Er setzte sich auch beharrlich und erfolgreich für eine Verbesserung der Situation in Südtirol ein. Inoffizielle Verhandlungen während des Zweiten Vatikanischen Konzils fanden in seiner Wohnung in Rom statt. Auch für die deutsch-polnische Versöhnung setzte er sich, indem er mit polnischen Bischöfen in Verbindung trat.
Karin und Johannes Schauff wurden 1926 von Carl Sonnenschein getraut.

## Ehrungen
- 1967: Großes Verdienstkreuz der Bundesrepublik Deutschland
- 1972: Großes Verdienstkreuz mit Stern der Bundesrepublik Deutschland

## Schriften
- Die deutschen Katholiken und die Zentrumspartei. Eine politisch-statistische Untersuchung der Reichstagswahlen seit 1871. Köln 1928.
- Volk und Volksbildung in Dänemark. Düsseldorf 1931. (zusammen mit Karin Schauff)
- Das Wahlverhalten der deutschen Katholiken im Kaiserreich und in der Weimarer Republik. Untersuchungen aus dem Jahre 1928. Mainz 1975.

Als Herausgeber:
- Neues Wahlrecht. Beiträge zur Wahlreform. Berlin 1929.
- mit Karin Schauff: 25 Jahre Rolandia. Studien zur Besiedlung des Nordens von Paraná. Eine Aufsatzsammlung aus Anlass des 25-jährigen Bestehens der Siedlung Rolandia im Staate Nord-Paraná in Brasilien. Berlin/Bonn 1957.